# The Night of June 13
Pour plus de détails, voir Fiche technique et Distribution.
The Night of June 13 est un film américain réalisé par Stephen Roberts, sorti en 1932.

## Fiche technique
- Titre : The Night of June 13
- Réalisation : Stephen Roberts
- Scénario : Vera Caspary, Agnes Brand Leahy (en), Brian Marlow et William Slavens McNutt
- Photographie : Harry Fischbeck
- Musique : John Leipold
- Société de production : Paramount Pictures
- Pays d'origine : États-Unis
- Format : Noir et blanc — 35 mm — 1,37:1 — Son : Mono (Western Electric Noiseless Recording)
- Genre : Thriller
- Durée : 76 minutes (1 h 16)
- Dates de sortie : 
  - États-Unis : 17 septembre 1932
  - Canada : 1er octobre 1932 (Ottawa, Ontario, première)
  - Royaume-Uni : 14 octobre 1932 (Londres, première)
  - Australie : 10 décembre 1932 (Sydney, Nouvelle-Galles du Sud, première)
  - Suède : 26 décembre 1932

## Distribution
- Clive Brook : John Curry
- Frances Dee : Ginger Blake
- Charles Ruggles : Philo Strawn
- Gene Raymond : Herbert Morrow
- Lila Lee : Trudie Morrow
- Mary Boland : Mazie Strawn
- Adrianne Allen (en) : Elna Curry
- Charley Grapewin : 'Grandpop' Jeptha Strawn
- Helen Ware : Mme Lizzie Morrow
- Helen Jerome Eddy : Martha Blake
- Arthur Hohl : Procureur
- Billy Butts : Junior Strawn
- Richard Carle : Otto